# Enterobacter sichuanensis
Espèce
Enterobacter sichuanensis est une des espèces du genre de bactéries Enterobacter. Ce sont des bacilles à Gram négatif de la famille des Enterobacteriaceae faisant partie de l'embranchement des Pseudomonadota.

## Historique
Enterobacter sichuanensis est une bactérie décrite en 2018 sur la base d'une souche isolée depuis un échantillon d'urine humaine prélevé sur un patient atteint d'insuffisance rénale chronique en Chine à l'hôpital West China de Sichuan en 2017.

## Taxonomie

### Étymologie
L'étymologie de cette espèce E. sichuanensis est la suivante : si.chuan.en’sis N.L. masc./fem. adj. sichuanensis, isolée à Sichuan en Chine,.*

### Phylogénie
Les analyses phylogéniques basées sur le gène de l'ARNr 16S ont montré que cette espèce E. sichuanensis est probablement incluse dans le genre Enterobacter avec une homologie de séquence de 99% avec différentes espèces de ce genre. Par contre, cette séquence présente aussi une homologie de plus de 99 % avec Leclercia adecarboxylata et plus de 98.65 % avec Citrobacter portucalensis, Citrobacter muliniae, Citrobacter werkmanii et Enterobacter muelleri et de ce fait dans la famille Enterobacteriaceae. Pour mieux positionner cette espèce, le séquençage du génome a été réalisé et l'arbre phylogénique déduit de la comparaison de 207 gènes en commun chez les Enterobacteriaceae a permis de placer la souche WCHECL1597 au sein des Enterobacter. L'identité moyenne des nucléotides (ANI, Average nucleotide identity) calculée pour la souche WCHECL1597 est de 79.81 à 91.49 % avec les autres espèces de ce genre et les valeurs d'isDDH confirme qu'il s'agit d'une espèce distincte.

## Description
E. sichuanensis est une bactérie anaérobie facultative à Gram négatif ne formant pas de spores. Ces bactéries sont mobiles et font une taille de 1,6 µm de large pour 2,8 µm de long. Le test Voges–Proskauer est positif ainsi que le test catalase tandis que le test oxydase est négatif. Ses tests sont positifs pour la Bêta-galactosidase, l'arginine dihydrolase et l'Ornithine décarboxylase, et négatifs pour la lysine décarboxylase, la déaminase, la gélatinase, l'activité uréase et la production d'indole. En culture, les bactéries forment des colonies circulaires, blanches, translucides et lisses après 24h à 35 °C. Les croissance peut se produire de 4 à 37 °C  en présence de 0 à 9 % (w/v) de NaCl en TSB. La croissance n'est pas possible à 45 ou 50 °C . Le pH de croissance se situe en 5.0 et 10 avec un optimum de 6 à 7.  Les acides gras cellulaires majoritaires de cette bactérie sont les acides gras C16:0, C17:0 cyclo et C14:0.
La souche type de cette espèce a un pourcentage de bases GC de 55,2 %.

### Souche type
La souche type de l'espèce E. sichuanensis est la souche WCHECL1597 qui porte les identifiants CCTCC AB 2017104 (au China Centre for Type Culture Collection), GDMCC 1.1217 (au Guangdong Microbiology Culture Centre) et KCTC 52994 (au Korean Collection for Type Cultures) qui sont différentes banques de cultures bactériennes,.

### Multi-résistance
Lors de sa description, cette espèce est décrite comme possédant un profil de résistance à l'Aztréonam, la Céfazoline, la Céfoxitine, la Ceftriaxone, l'Ertapénem et l'Imipénem. La souche type affiche un profil de résistance intermédiaire vis à vis de la Pipéracilline/tazobactam et du Nitrofurantoïne.
Cette même souche est susceptible aux antibiotiques Amikacine, Céfépime, Ciprofloxacine, Lévofloxacine, Gentamicine, Tigécycline, Tobramycine et le Triméthoprime/sulfaméthoxazole.

## Habitat
L'espèce E. sichuanensis est une espèce de bactérie dont la souche type, WCHECL1597 a été isolée d'un échantillon d'urine d'un patient.